# Geopolimerek
A geopolimerek új típusú, szervetlen polimer szerkezetű amorf anyagok. Előállíthatók lúgos közegben (NaOH vagy KOH), az agyagásványok (alumino-szilikát-oxidok) és az alkáli-szilikátok reakciójával. Poli-szialát szerkezetűek, egyszerűbben kifejezve mesterségesen előállított kőzetek. 

## Története
1972-ben egy francia tudós Joseph Davidovits (szül. 1935) geopolimereknek nevezte a természetes alumínium-szilikátokból alacsony hőmérsékleten és nyomáson képződő háromdimenziós alumínium-szilikátokat.

## Szerkezete
(SiO4)4- és (AlO4)5- tetraéderek felváltva történő összekapcsolódásából kialakul a szialát (szilícium-oxo-aluminát) háló azáltal, hogy a tetraéderek minden oxigénatomot közössé tesznek. A szerkezeti üregekben pozitív ionokra van szükség, azért, hogy az Al3+ által okozott negatív töltéstöbbletet kiegyenlítsék. Ezen kationok lehetnek fémek vagy alkáliföldfémek például: Na+, K+, Ca+ vagy Mg+.
A poliszialátok lánc és gyűrű alakú vegyületek, melyekben a Si4+ és az Al3+ atomok kovalens kötésben vannak egymással valamint 4-es koordinációs számmal rendelkeznek. Ezen kovalens kötések a „kőzetnek”, mint monolit óriásmolekulának nagy szilárdságot biztosítanak.
A poliszialátok a következő empirikus képlettel jellemezhetőek:

Mn ( – (SiO2)z – AlO2)n • wH2O
ahol:
- z = 1, 2, 3,
- M =  egyértékű kation: K+ vagy Na+,
- n = polikondenzációs fok.

A geopolimerek szerkezetének típusai:

| Poliszialát típus      | Si/Al mólarány | Vázlatos szerkezet | Térszerkezet |
| ---------------------- | -------------- | ------------------ | ------------ |
| poli-szialát           | 1              | 3 KBpx             | 7KBpx        |
| poli-szialát-sziloxo   | 2              | 5 KBpx             | 10 KBpx      |
| poli-szialát-disziloxo | 3              | 5 KBpx             | 14 KBpx      |

## Tulajdonságai
A geopolimerek egészen egyedi tulajdonságokat tudhatnak magukénak: kiváló mechanikai sajátságúak, tűz- és hőállóak, kismértékben zsugorodnak, formába önthetőek, körülbelül szobahőmérsékleten kötnek, kötési idejük széles határokon belül módosítható valamint csekély az üvegházhatású gázemissziójuk (CO2).

## Előállítása
A geopolimerek szintéziséhez alapanyagul szolgálhatnak a különböző módon előállított metakaolinok illetve a szilikát tartalmú hulladékok, amelyek lehetnek: bányászati meddő (érc-, szénbányászat), erőműi hulladékok (salak, pernye), kohászati salakok (pl. granulált kohósalak), hulladékégetési melléktermékek (salak, pernye) illetve vörösiszap.
A geopolimerek előállítása többlépéses folyamat, melynek első lépésében összekeverik az alumínium-szilikát port és a lúgoldatot. Ezt követi a töltőanyag és/vagy hulladékanyag hozzáadása. Végül alapos homogenizálás után a kapott massza formába önthető.

A (Na,K)-poli-szialát geopolimerek előállítási reakciója:
A geopolimerizáció egy exoterm folyamat, melynek mechanizmusa nem ismert pontosan. A geopolimerek előállítási technológiájának legfontosabb előnye, hogy alacsony energiát igényel valamint CO2 missziója 10-20%-a a közönséges portland cementének, ezáltal nemcsak a primer ásványkincseink megőrzését teszi lehetővé hanem az ipari hulladékok semlegesítését és azok hasznosítását is megvalósítja.

## Felhasználása
A geopolimerek adott felhasználási területét elsősorban rendkívüli mechanikai tulajdonságai illetve előállítási technológiájának főbb előnyei határozzák meg. A magas- és a mélyépítőipar számos területén alkalmazzák őket úgymint:
- tűzálló anyagok,
- kerámiai alkalmazások,
- hőálló illetve hősokk-álló anyagok,
- geopolimer cementek és betonok,
- kompozitok, kompozit mátrixok infrastruktúrák javításában és megerősítésében,
- high-tech kompozitok (űrrepülő-, repülő- és autóipar),
- radioaktív és toxikus anyagok hulladék elhelyezése.

## Külső hivatkozások
- https://en.wikipedia.org/Josep_Davidovits